# Jan Doubek
Jan Doubek (2. února 1916 Bernartice – 4. června 1979 Praha) byl československý důstojník, příslušník československé zahraniční armády v období druhé světové války.

## Život

### Před druhou světovou válkou
Jan Doubek se narodil 2. února 1916 v Bernarticích na písecku v rodině rolníků Jana a Marie Doubkových. V místě vychodil obecnou a větší část měšťanské školy, poslední rok absolvoval v Milevsku. Poté vystudoval reálku v Písku, kde maturoval v roce 1934. Jeho život se následně nasměroval k armádní službě. Studoval na škole pro důstojníky leteckého dělostřelectva v Josefově, základní vojenskou službu absolvoval v Českých Budějovicích, dobrovolně pak sloužil dál u dělostřeleckého pluku v Košicích. Mezi lety 1937 a 1938 studoval na Vojenské akademii v Hranicích, kde počátkem roku 1939 absolvoval ještě dělostřelecký kurz. Mezitím sloužil v Jindřichově Hradci.

### Druhá světová válka
Po německé okupaci překročil Jan Doubek v červnu 1939 hranice protektorátu do Polska, kde se v Krakově přihlásil do zde vznikající československé skupiny. V červenci téhož roku odplul lodí Chrobry do Francie, kde vstoupil společně s dalšími Čechoslováky do cizinecké legie. Služba v ní ho zavedla do Alžírska a Tuniska. Již jako příslušník československé zahraniční armády připlul 7. července 1940 do Anglie, kde sloužil na různých postech u dělostřeleckého pluku. Dne 19. května 1943 byl těžce raněn střepinami granátu, po zotavení sloužil jako velitel baterie u Československé samostatné obrněné brigády. Zúčastnil se bojů o Dunkerque.

### Po druhé světové válce
Jan Doubek se do Československa vrátil v hodnosti majora. Sloužil jako velitel záložní důstojnické školy polního motorizovaného dělostřelectva v Havlíčkově Brodě, studoval na Vysoké škole válečné. V roce 1946 zorganizoval přesun uren s popelem popravených bernartických občanů z Klatov na místní hřbitov. Dále sloužil v Kolíně a Mladé Boleslavi, byl ustanoven profesorem Vysokého vojenského učiliště v Praze. Od roku 1951 vedl v Brně jako náčelník seznamovací kurzy Inženýrského oboru pro zahraniční studenty, od roku 1963 až do odchodu do výslužby působil na vojenské katedře ČVUT. Ve volném čase se věnoval sadařství, kynologii a myslivosti. Spoluorganizoval a účastnil se pietních akcí v Bernarticích. Zemřel po dlouhé nemoci 4. června 1979 v Praze, pohřben je na Vršovickém hřbitově

## Rodina
Rodiče Jana Doubka Jan a Marie Doubkovi a bratři Václav a Alois se v roce 1942 zúčastnili společně s dalšími občany Bernartic zajištění podpory pro výsadek Intransitive. Za to byli všichni 1. července 1942 popraveni na střelnici v Lubech u Klatov. V roce 1947 se Jan Doubek oženil, manželům se v roce 1948 narodila dcera Dagmar, budoucí malířka, výtvarnice, scenáristka a režisérka.

## Ocenění
- Pamětní medaile československé armády v zahraničí (1943)
- Československá medaile za zásluhy (2x 1944)
- Československá medaile Za chrabrost před nepřítelem (1945)
- Československý válečný kříž 1939 (1945 a 1946)